# كمية شمولية
كمية شمولية  أو متغير شمولي في الكيمياء (بالإنجليزية :extensive variable ) هي دالة حالة لنظام ترموديناميكي تتزايد بزيادة المادة في النظام . أمثلة للكميات الشمولية : كتلة النظام ، و حجمه ، و طاقته الداخلية و إنثالبي النظام و الإنتروبيا و طاقة غيبس الحرة .
كما يوجد لنظام أيضا ما يسمى كميات مكثفة أو خواص مكثفة intensive properties .
يمكننا تخيل نظامين متساويين يفصلهما حاجز . فعندما ترفع الحاجز فيتبين لنا الفرق بين الكمية الشمولية والكمية المكثفة : جميع الخواص التي تحتفظ بقيمها هي كميات مكثفة. وجميع خواص النظام التي تغيرت كمياتها بعد ازاحة الحاجز هي «كميات شمولية».
ويمكننا تحويل كمية شمولية إلى كمية مكثفة وذلك عن طريق تعيينها لكمية نوعية من المادة مثل 1 مول من المادة . فبينما يكون الحجم كمية شمولية ، نجد ان الحجم المولي يصبح كمية مكثفة.
أي أن تغير كمية شمولية لنظام لا تعني بالحتم تغير التوازن الترموديناميكي فيه .

## خواص شمولية
- الطاقة
- إنتروبيا
- الكتلة
- طاقة جيبس الحرة
- عدد الجسيمات
- كمية الحركة
- عدد المولات
- الحجم